# Laporje, Slovenska Bistrica
Laporje este o localitate din comuna Slovenska Bistrica, Slovenia, cu o populație de 361 de locuitori.